# Batalla del puente de Lodi
La batalla del puente de Lodi enfrentó, el 10 de mayo de 1796 (21 de floreal del año IV según el calendario republicano), al Ejército de Italia del general Bonaparte contra los ejércitos coaligados al mando del general Sebottendorf, por la conquista del puente de Lodi a orillas del río Adda. Supuso la conclusión victoriosa para las tropas francesas de la segunda parte de la campaña de Italia.

## Antecedentes
Bonaparte sorprendió a todos con sus inicios de la campaña: separó a los ejércitos austriaco y piamontés, derrotando a este último y forzando al reino de Cerdeña a solicitar una paz separada. Posteriormente engañó al general Beaulieu atravesando el río Po por Piacenza, mientras que Beaulieu le esperaba 80 km más arriba. Beaulieu consiguió, sin embargo, evitar su envolvimiento y logró cruzar el río Adda. Cuando Bonaparte le alcanzó, solo encontró a la retaguardia al mando de Sebottendorf, que pretendía destruir el puente.

## Planteamiento de la batalla
El general Sebottendorf emplazó a sus tropas en dos líneas: tres batallones en la desembocadura del puente, apoyados por la artillería, y otros cinco en retaguardia con la caballería.
El ejército francés, al llegar a la orilla, empezó a emplazar sus cañones a lo largo de la orilla, con el fin de impedir que los zapadores austriacos hiciesen saltar el puente.
Bonaparte envió a Kilmaine en busca de algún vado hacia el sur y a Beaumont al norte, con sus jinetes. Si todo iba bien, comparecerían en unas dos horas por la izquierda y la derecha austriacas, forzando el resultado de la batalla. 

## Desarrollo

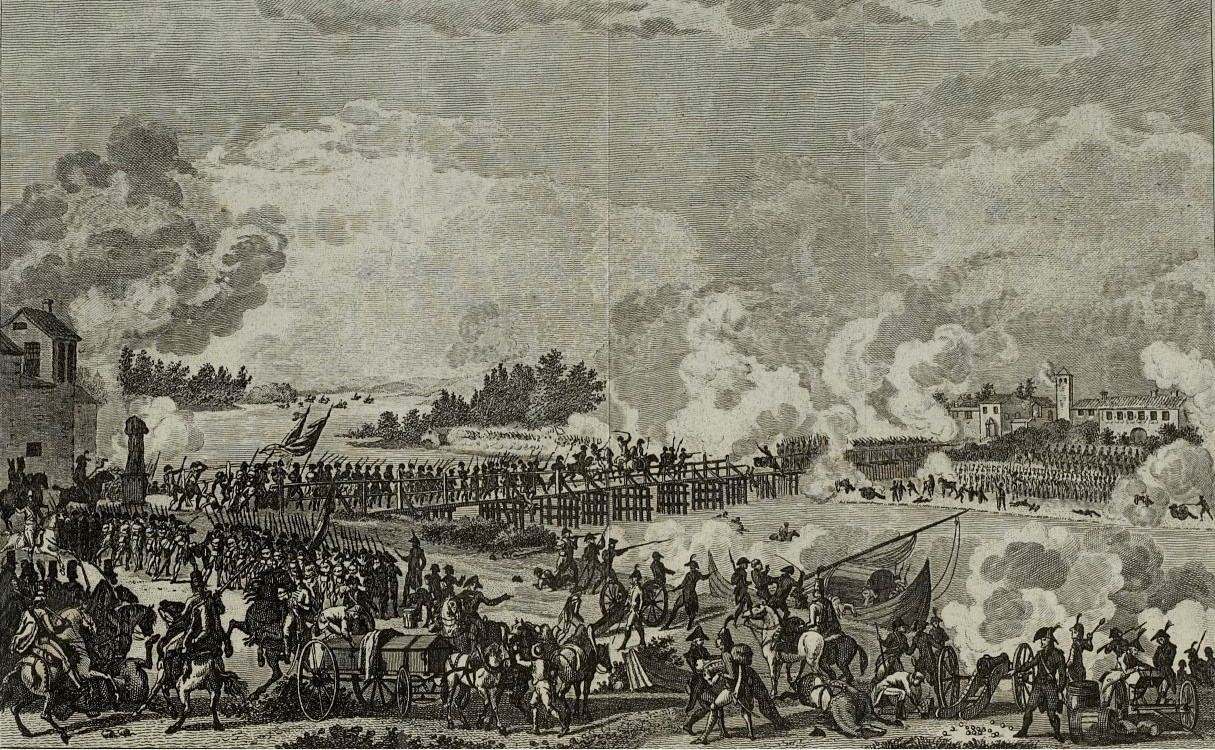
Los franceses pasando el puente, (Museo de la Revolución francesa).

Hacia las cinco de la tarde, dándose cuenta de la llegada del grueso de la división de Masséna, que se acercaba a la retaguardia por Lodi, Bonaparte recorrió sus filas. Se trataba de convencer a esos infantes que estaban caminando desde las seis de la mañana de que corriesen hacia la otra orilla bajo el fuego enemigo, con solo un tercio de posibilidades de alcanzar vivos dicha orilla.
Los saboyanos al mando del jefe de batallón Dupas, jefe del 2º Regimiento de Carabineros, recibieron la orden de ser los primeros en franquear el puente. Los austriacos arrojaron metralla contra los primeros asaltantes. Muchos cayeron, pero los disparos habían provocado humareda. Habituados a los torrentes de montaña, los saboyanos se habían dado cuenta de que la profundidad del río disminuía de golpe. Se deslizaron rápidamente en el agua y desembocaron del puente entre gritos. La primera línea austriaca cedió.
Cuando la segunda línea contraatacaba, los jinetes franceses llegaron al campo de batalla tras hallar un vado, e hicieron una carga. A las siete de la tarde, los austriacos se retiraron, protegidos por contingentes de caballería napolitana.

### Balance
Bonaparte entró en Milán, capital de Lombardía, pocos días más tarde. Tras la conquista del Piamonte, el ejército francés se había apoderado de Lombardía y había eliminado un ejército austriaco completo.

### Conmemoraciones
La batalla ha dado nombre a una calle de París, que se encuentra en el VI distrito de la ciudad.